# 연산역 (논산)
연산역(Yeonsan station, 連山驛)은 충청남도 논산시 연산면 청동리에 위치한 호남선의 역이다. 2003년 1월 28일에 등록문화재 제48호로 지정된 연산역 급수탑이 역 구내에 있다. 무궁화호가 9회(상행 4회, 하행 5회)정차한다.
2007년 3월부터 시범적으로 '어린이 일일 역장체험' 행사를 실시하기로 계획하였다가 이후 전연령층으로 확대하는 것으로 계획이 변경되어 2007년 8월 10일부터 본격적인 일일 역장체험 행사를 실시하고 있다.

## 연혁
- 1911년 7월 10일 : 보통역으로 영업 개시[1]
- 1950년 10월 16일 : 공비 피습으로 역사 소실
- 1957년 7월 18일 : 역사 복구 준공
- 1977년 11월 1일 : 특급열차 여객 취급
- 1990년 8월 1일 : 전산단말기 설치
- 1991년 9월 1일 : 소화물 취급 중지[2]
- 1999년 11월 26일 : 역사 개수
- 2001년 9월 17일 : 역무실 일부 증축
- 2003년 1월 28일 : 연산역급수탑 등록문화재(48호)로 지정
- 2007년 6월 5일 : 어린이 철도체험학습 운영개시
- 2008년 11월 1일 : 화물 취급 중지[3]
- 2013년 1월 10일 : 철도문화체험장 개장

## 역 구조
승강장은 2면 4선의 쌍섬식 승강장으로 운용된다.

### 승강장
| ↑ 계룡          |
| １２ \| ３４ \| |
| 논산 ↓          |

| 1 | 호남선 | 무궁화호 | 사용하지 않음                 |
| 2 | 호남선 | 무궁화호 | 용산 · 수원 · 천안 방면       |
| 3 | 호남선 | 무궁화호 | 광주 · 목포 · 여수엑스포 방면 |
| 4 | 호남선 | 무궁화호 | 사용하지 않음                 |

## 일일역장체험
- 기간 : 2014년 1월 2일부터 2014년 2월 28일까지
- 조건 : 일반인 (초등학교 4학년 이상)이며, 역장체험을 한 고객은 신청불가
- 인원 : 1일 4명까지 체험가능 (보호자는 체험가능하나 위촉장은 없음)
- 비용 : 개인당 10,000원(코레일 홈페이지에서 결제)
- 내용 : 역사위촉장 전달, 매표체험, 통일호 안내방송, 열차통제, 무전 통화, 전호 체험, 선로전환기 및 급수탑 견학, 기관사체험, 트로리 체험, 토끼 먹이주기 등
- 제공 : 역장위촉장, 역장명찰, 포토뱃지, 타임엽서
- 혜택 : 역장체험후 체험소감 게시물을 등재시 봉사활동 인정, 교과부 겨울방학 교육 기부에도 등재
- 신청 : 연산역 네이버카페에 있는 신청서를 다운받은 뒤 코레일 기차여행 카페에서 결제

## 사진

역사 (광장쪽)
역사 (선로쪽)
맞이방
승강장 (개태사역 방향)
승강장 (부황역 방향)
역명판
급수탑
간선 전기 동차의 목업

## 인접한 역
| 호남선                   | 호남선               | 호남선                                |
| ------------------------ | -------------------- | ------------------------------------- |
| 계룡 용산 방면 용산 방면 | 무궁화 호남선 전라선 | 논산 목포 · 광주 방면 여수엑스포 방면 |